# Eléni Myrivíli
Eléni Myrivíli (grec moderne : Ελένη Μυριβήλη) est une haute fonctionnaire grecque, responsable mondiale de la lutte contre la chaleur pour le Programme des Nations unies pour les établissements humains depuis 2022.

## Biographie
Eléni Myrivíli est docteur en anthropologie, diplômée en 2004 de l'université de Columbia. Elle est professeur assistant au département de la technologie culturelle et de la communication de l'Université de l'Égée depuis 2006. Elle a été élue au conseil municipal d'Athènes en 2014, et sert en tant qu'adjointe au maire de 2017 à 2019. En 2021, Kóstas Bakoyánnis, maire d'Athènes, la nomme "responsable de la lutte contre le réchauffement" pour la ville, un poste alors unique en Europe, créé pour "trouver de nouvelles manières de gérer les conséquences négatives du changement climatique".
En juin 2022 est annoncée la création du poste de responsable mondiale de la lutte contre la chaleur ("Global Chief Heat Officer"), et la nomination d'Eléni Myrivíli à ce poste. En décembre 2023, elle fait partie de la liste des "dix scientifiques de l'année 2023" publiée par Nature.